# Parker 51

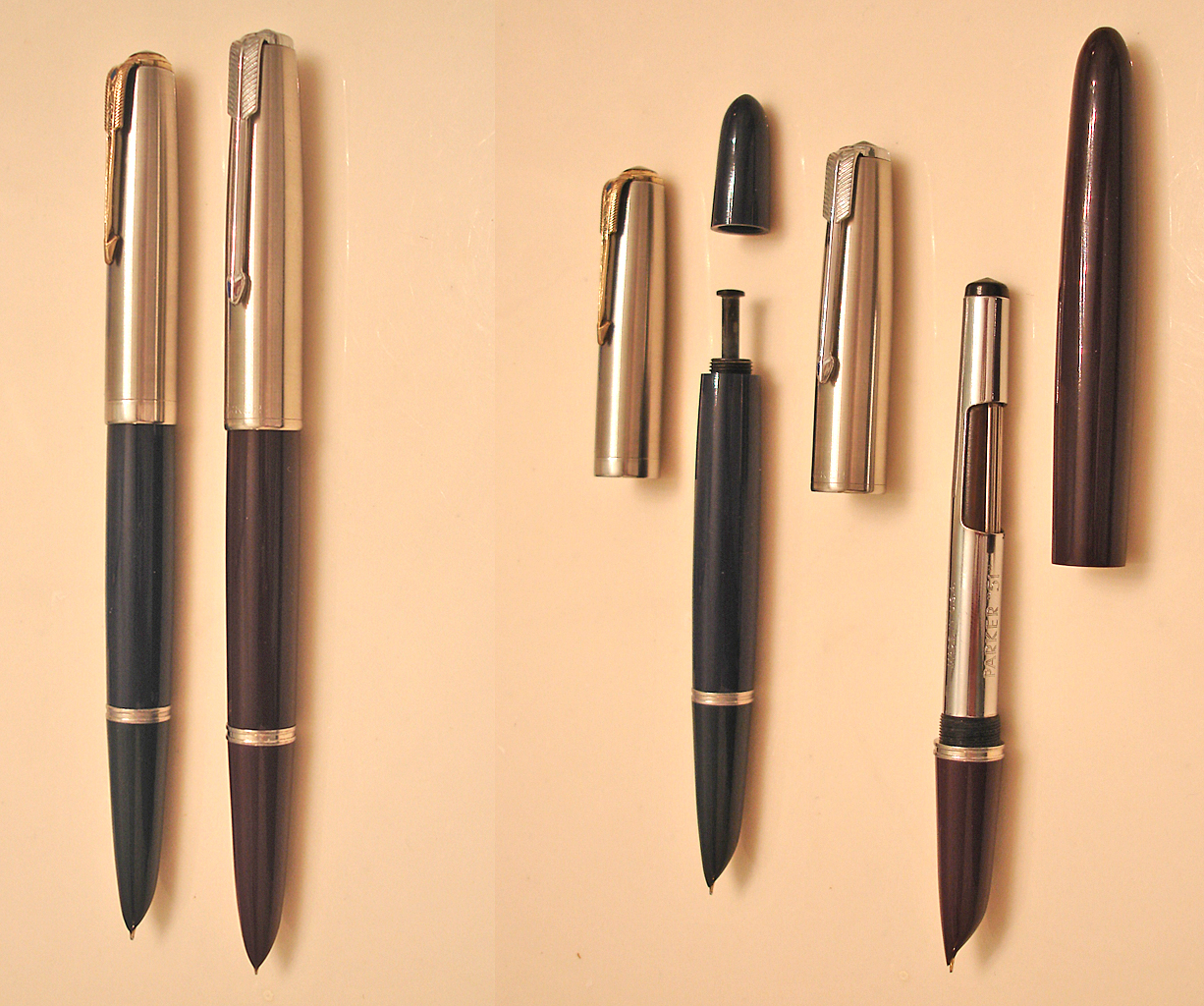
Olika typer av Parker 51-pennan. På nedre delen av bilden ser man dem isärplockade.

Parker 51 var en reservoarpenna som företaget Parker Pen Company skapade 1939, men som inte började säljas förrän 1941. Anledningen till att pennan heter 51 är att det 1939 var Parkers 51-årsjubileum. 
Tidigare reservoarpennor hade ett problem, det tog lång tid innan bläcket riktigt torkade på pappret, och man fick se upp så att det inte torkade i själva pennan. Parker 51 hade sitt stift inne i pennans förstycke vilket gjorde att bara stiftspetsen syntes. Detta och andra mekanismer gjorde att bläcket snabbt torkade på pappret. Från början hade Parker 51 ett alldeles eget bläck men så småningom kunde man även använda vanligt bläck till den.